# 왕민
왕민(중국어: 王珉, 병음: Wáng Mín, 1950년 3월 ~ )은 중화인민공화국의 정치인이다. 지린성 성장과 당위원회 서기, 랴오닝성 당위원회 서기를 역임했다.

## 생애
왕민은 1950년 안후이성 화이난시에서 태어났다. 1968년 문화대혁명 기간에 고등학교를 졸업한 왕민은 수청현의 시강인민공사의 생산대에서 일하기 위해 들어갔고, 1972년 화이난화공기계공장에서 판금 가공 일을 했다. 1975년 왕민은 화이난석탄학원(현재의 안후이공과대학) 기계 및 전기공학과에서 공부하고 나중에 기계공학 교수와 연구 부문에 남을 것을 권고 받았다. 1979년 베이징 항공 학원에 입학했고 대학원을 졸업한 후 1981년 화이난석탄대학교에 교사로써 돌아 왔고 2년 후 난징항공대학 기계공학부에서 기계공학 박사 학위를 받았다. 1985년 대학원 졸업 후, 기계공학부 강사 및 실험실 주임, 기계공학부 부주임, 부교수, 교수 등을 거쳐 난징항공대학교 부원장으로 재직했다. 1994년 상무 부교장으로 승진했다.
1997년 7월 왕민은 난징항공우주비행대학 상무부교장으로 자리를 옮겼고 장쑤성 성장 조리로 일하면서 정치의 길을 걷기 시작했다. 출발이 늦었지만 왕민은 장쑤성 부성장과 중국공산당 쑤저우시 시위원회 서기를 역임했고 2002년 8월 중국공산당 장쑤성 성위원회 상무위원으로 선출되었다. 2년 후 지린성 성위원회 부서기로 승진했고 수개월 후 지린성 성장 대리를 지냈다. 2005년 1월 29일, 지린성 10기 인민대표대회 제3차 회의에서 지린성 성장으로 선출되었다. 이후 2006년 12월부터 지린성 당위원회 서기를 역임했다. 2009년 11월, 중국공산당 랴오닝성 당위원회 서기로 선출되어 2013년 1월까지 역임했다. 이후 랴오닝성 인민대표대회 상무위원회 주임을 지냈고 2015년 5월 랴오닝성 성위원회 서기에서 물러났다.